# 리니지2M
《리니지2M》은 엔씨소프트에서 2019년 11월에 출시한 MMORPG 게임이다.
리니지2, 리니지 (비디오 게임), 리니지M과 같은 리니지 시리즈이다.